# Guttorm jarl
Guttorm jarl var troligen kung Karl Sverkerssons jarl efter Ulf jarl (d ä) på 1160-talet, till åtminstone 1171. Han donerade jord i Dädesjö socken till Vreta kloster. Hans dotter Helena Guttormsdotter var gift med den danske stormannen Esbern Snare. Helena hade tillsammans med kung Valdemar Sejr, utanför äktenskapet, sonen Knut Valdemarsson av Danmark.